# Boogie-woogie 47
Boogie-woogie 47 est une série télévisée québécoise en 75 épisodes de 26 minutes scénarisée par Claude Jasmin et diffusée entre le 18 septembre 1980 et le 10 juin 1982 à la Télévision de Radio-Canada.

## Synopsis
Ce téléroman se déroule dans les années qui suivent la Deuxième Guerre mondiale et raconte la vie de familles montréalaises qui passent l'été à leur chalet de Pointe-Calumet. L'établissement dans lequel les jeunes du coin se réunissaient s'appelait le Beach Club. C'était un très grand chalet en bois bâti sur la rive du Lac des Deux-Montagnes, tout près d'une belle plage de sable, à l'extrême est du village de Pointe-Calumet. Cette institution a servi de lieu de rencontre et de discothèque pour les jeunes jusqu'au milieu des années 1970.

## Fiche technique
- Réalisation :  Louis Bédard et Lucile Leduc
- Scénariste : Claude Jasmin
- Société de production : Société Radio-Canada

## Distribution
- Marc Labrèche : Clovis Jobin
- Yves Jacques : Denis St-Cyr
- Marie Dumais : Lise Galarneau
- Reynald Robinson : Roger Groulx
- Roger Garceau : Gaston Thouin
- Joanne Verne : Jeanne Bélanger
- Danielle Frappier : Carole Prézeau
- Sophie Lavoie : Monique Brion
- Raymonde Gagnier : Micheline Garon
- Martine Rousseau : Gisèle Sigouin
- Renée Girard : Irène Prézeau
- Louise Rémy : Gervaise Jobin
- Jean Brousseau : Esdras Jobin
- Geneviève Lapointe : Mireille Jobin
- Henri Chassé : André Valence
- Béatrix Van Til : Maryse Jobin
- Suzanne Turmel : Luce Jobin
- Roger Garand : Sylvio Kouriane
- Réjean Gauthier : Réjean
- Yolande Binet : Ginette Galarneau
- Yvan Canuel : Ubald Groulx
- Michelle Allen : Luce Jobin)
- Denis Bouchard : Lionel Royal)
- Joanne Verne : Jeanne Bélanger
- Alpha Boucher : M. Joannette
- Marc Briand : Jean-Jacques Desormeaux
- Diane Cardinal : Elyse Dessaules
- Sophie Clément : La Kouriane
- Christiane Delisle : Mme Sigouin
- Larry Michel Demers : Phil Ménard
- Claude Desrosiers : Roland Denault
- Yves Fortin : Yves Labbé
- Éric Gaudry : Rosaire Plouffe
- Monique Joly : Mme Labbé
- Robert Lalonde : Irénée Pétrie
- Marie-Josée Laporte : Nicoletta Jobin
- Daniel Lavoie : Jean Lorion
- Hubert Loiselle : Narrateur
- Béatrice Picard : Mme Dessaules
- François Pratte : Robert Cousin
- Olivette Thibault : Yvonne Valence
- Gilbert Turp : Gilles Lozeau
- Monique Chabot : rôle inconnu